# Aure (Ardennes)
Aure település Franciaországban, Ardennes megyében. Lakosainak száma 38 fő (2022. január 1.). Aure Liry, Manre, Marvaux-Vieux, Semide és Sommepy-Tahure községekkel határos.

## Népesség
A település népessége az elmúlt években az alábbi módon változott:
| Lakosok száma | 89   | 66   | 56   | 68   | 50   | 51   | 48   | 43   | 41   | 38   |
|               | 1968 | 1982 | 1990 | 2006 | 2013 | 2015 | 2017 | 2019 | 2020 | 2022 |